# Parcela Número Treinta
Parcela Número Treinta är en ort i Mexiko.   Den ligger i kommunen Ensenada och delstaten Baja California, i den nordvästra delen av landet, 2 200 km nordväst om huvudstaden Mexico City. Parcela Número Treinta ligger 13 meter över havet och antalet invånare är 337.
Terrängen runt Parcela Número Treinta är kuperad åt sydost, men åt nordväst är den platt. Havet är nära Parcela Número Treinta åt nordväst. Runt Parcela Número Treinta är det glesbefolkat, med 8 invånare per kvadratkilometer. Närmaste större samhälle är Ensenada, 12,4 km norr om Parcela Número Treinta. Omgivningarna runt Parcela Número Treinta är i huvudsak ett öppet busklandskap.